# Lique Schoot

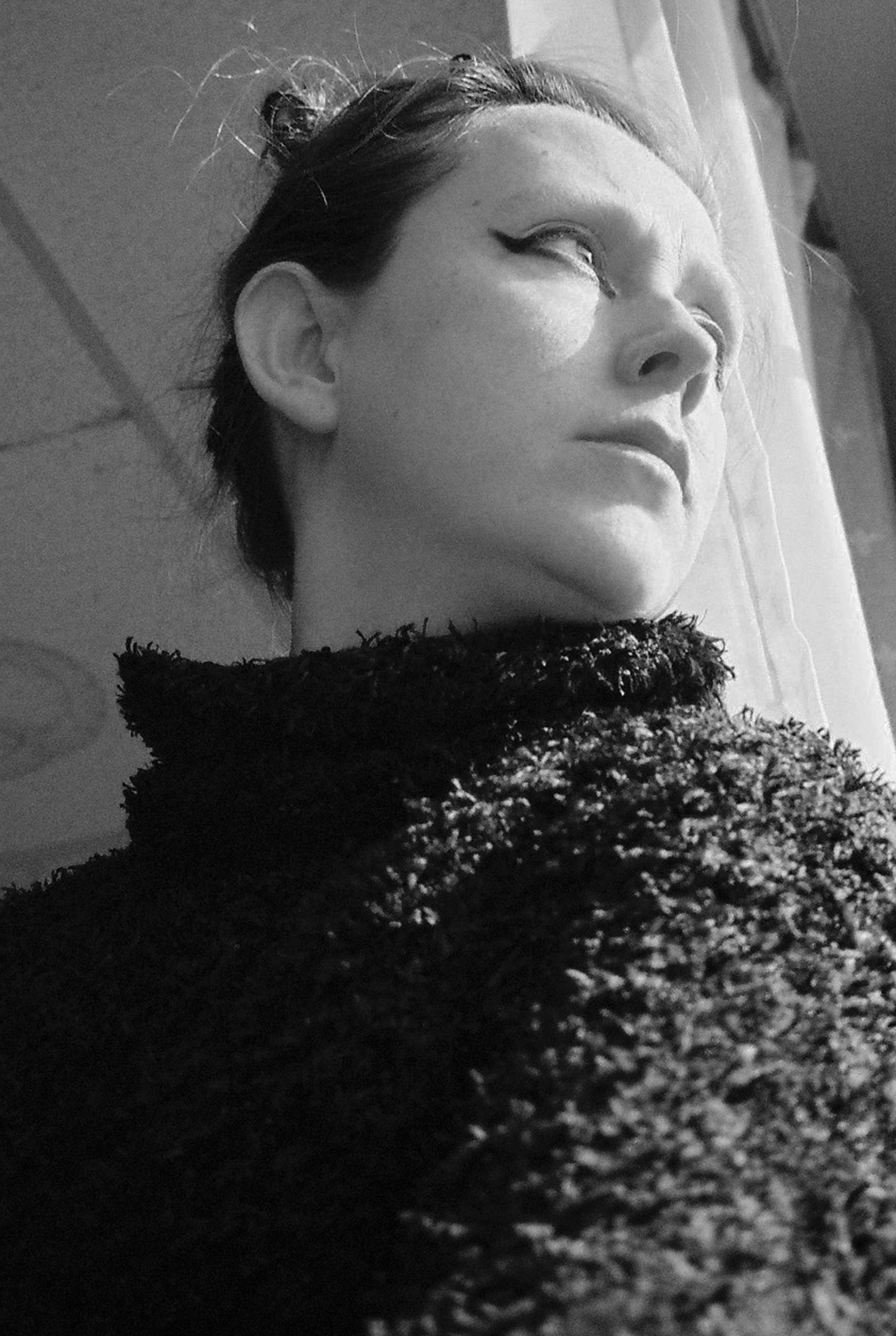
Zelfportret van Lique Schoot

Lique Schoot (Arnhem, 1969) is een Nederlands beeldend kunstenaar die zich op multi-disciplinaire wijze bezighoudt met het zelfportret.

## Leven en werk
Lique Schoot werd in 1969 geboren uit een Nederlandse moeder en Indische vader. Zij groeide op in Arnhem en studeerde daar in 1997 af aan de academie voor beeldende kunsten Arnhem (ArtEZ). Al tijdens haar studie hield zij zich bezig met het zelfportret. Zij brengt haar eigen leven in beeld aan de hand van foto’s, schilderijen en objecten in installaties. 
Sinds 2003 maakt zij iedere dag een foto van haarzelf met een analoge kleinbeeldcamera. Deze foto's bewerkt zij op de computer, voorziet zij van een datum en slaat zij op in haar visuele dagboeken - de LS diaries genaamd. Deze dagboeken zijn de basis voor haar werken. Haar totale oeuvre van het zelfportret noemt zij 'LS data', waarin zij identiteit en het dagelijks leven laat zien, naast algemene emoties als pijn en eenzaamheid en de grote thema's van het leven, zoals geboorte, groei, bloei, verval en dood.
Werk van Schoot wordt geëxposeerd onder meer in musea in en buiten Nederland. Haar werk is opgenomen in diverse kunstcollecties van overheidsinstellingen, bedrijven en particulieren, zoals die van de provincie Gelderland en van het Haags Gemeentearchief, van Delta Lloyd, OHRA, Universitair Medisch Centrum St Radboud, Essent NV, Museum Bronbeek en het Museum van Bommel van Dam.